# Menyul
Le menyul est un cocktail mexicain, variante du mint julep (d'où son nom), typique des États de Veracruz et de Puebla. Il présente de nombreuses variantes selon le lieu et la cantina où il est servi, bien qu'en règle générale, il contienne du rhum, des feuilles de menthe ou de la menthe, beaucoup de sucre, une liqueur amère comme l'Angostura bitters ou le Campari et un vin doux comme le sherry, le muscat, le porto ou le vermouth. Parfois, le rhum est remplacé par du brandy ou du whisky. Dans certaines recettes, on ajoute même du Coca-Cola.
La boisson est typiquement consommée en été comme apéritif. Elle est servie dans les restaurants et les cantines, et est également vendue déjà embouteillée.

## Origine
Il existe différentes histoires sur son origine ; la plus répandue est qu'un client d'origine française s'est rendu dans une cantina de Córdoba et a demandé un mint julep, mais à l'époque, le whisky Bourbon n'était pas connu au Mexique et il a donc été préparé avec du rhum. Aujourd'hui, le menyul s'est totalement adapté à la culture locale et est une source de fierté pour les habitants de Córdoba.

## Préparation et variantes
Contrairement à la version américaine, le menyul mexicain incorpore du rhum, généralement vieilli. Parmi les rhums vieillis produits localement à Veracruz figurent les rhums Potrero, Batey ou Mocambo.3 La culture du whisky s'étant répandue au Mexique, certains établissements ont fait revivre la recette américaine originale à base de Bourbon. Un autre substitut courant du rhum est le vermouth, un vin aromatisé d'origine européenne. L'aguardiente de caña est également très répandue dans les régions productrices de canne à sucre de Veracruz et Oaxaca, comme le bassin de Papaloapan.
La menthe (Mentha × piperita) et la menthe verte (Mentha spicata) sont deux herbes aromatiques similaires cultivées dans la région et utilisées dans certaines préparations de la cuisine de Veracruz. Lorsque l'herbe fraîche n'est pas disponible, on utilise de la crème de menthe, une liqueur parfumée à la menthe.
Il est traditionnellement servi dans un verre old fashioned ou un verre à glace, rempli de glace frappée et muni d'une paille découpée. Pour des raisons écologiques, la paille est déconseillée, sauf si elle est vraiment nécessaire, ou bien on utilise des pailles en métal, qui sont réutilisables. Ce cocktail est garni de feuilles de menthe fraîche et/ou d'un quartier d'orange.